# Cantone di Autrey-lès-Gray
Il Cantone di Autrey-lès-Gray era una divisione amministrativa dell'Arrondissement di Vesoul.
A seguito della riforma approvata con decreto del 17 febbraio 2014, che ha avuto attuazione dopo le elezioni dipartimentali del 2015, è stato soppresso.

## Composizione
Comprendeva 17 comuni:
- Attricourt
- Autrey-lès-Gray
- Auvet-et-la-Chapelotte
- Bouhans-et-Feurg
- Broye-les-Loups-et-Verfontaine
- Chargey-lès-Gray
- Écuelle
- Essertenne-et-Cecey
- Fahy-lès-Autrey
- Lœuilley
- Mantoche
- Montureux-et-Prantigny
- Nantilly
- Oyrières
- Poyans
- Rigny
- Vars